# Mozsgai József
Mozsgai József Tádé OCist (Pécs, 1934. október 3. – Veszprém, 2007. december 24.) ciszterci szerzetes, plébános.

## Élete
1949–50 között Zircen a rendi obláció legalsó évfolyamában élt, majd a szerzetesrendek feloszlatása után a pannonhalmi bencés gimnáziumban végezte tanulmányait. 1954. február 22-én titokban beöltözött az illegalitásban működő ciszterci rendbe, ahol 1955. szeptember 16-án tette le fogadalmát. Teológiai tanulmányait a váci egyházmegye kispapjaként végezte Egerben, ennek végeztével 1959. június 21-én Vácott szentelték pappá. Mint egyházmegyés pap több helyen szolgált káplánként és plébánosként: káplán Vecsés-Andrássytelepen 1959-64, Szolnok-Belvárosban 1964-65, Pesterzsébet-Szent Lajos plébánián 1965-66, Szolnok-Jézus Szíve plébánián 1966-67, Cegléden 1967-68, Újpest-Clarisseumban 1968-69, Pestlőrinc-Főplébánián 1969-78, majd plébános Borsosberényben 1978-86, Gödöllőn 1986-91. A szerzetesrendek újraindulása után apátja előbb Budára disponálta, ahol a Szent Imre ciszterci plébánia káplánja lett, majd 1993 őszétől a visszakapott egri rendház főnökévé nevezték ki, ahol templomigazgatóként és gimnáziumi hittanárként is tevékenykedett 1998-ig. Ezután előbb 1998-99 között Zircen a rendi közösségben kisegítőként, majd 1999-től plébánosként szolgált Olaszfaluban, ahol feltárta az 1945 nagypéntekén az orosz katonaság által végbevitt szörnyű vérengzés történetét, mindennek a Fájdalmas péntek című könyvében állított emléket.